# Sobreviviendo Guazapa
Sobreviviendo Guazapa es el primer largometraje del director salvadoreño Roberto Dávila, de 2008. La película narra la historia de dos combatientes de bandos enemigos que unen fuerzas para sobrevivir al intenso bombardeo y demás peligros que acechan en la espesura de los bosques salvadoreños, durante la guerra civil de El Salvador, uno de los últimos conflictos de la Guerra Fría.

## Argumento
Volcán de Guazapa, El Salvador, 1986. El país está inmerso en una violenta guerra civil que desde 1932 se veía en el horizonte del país. Dentro de la cruel situación está enmarcada la aventura que enfrentan dos combatientes de bandos opuestos atrapados bajo intenso bombardeo. Pablo, un guerrillero que sueña con cruzar fronteras y llegar a Estados Unidos para así poder darle una vida mejor a su madre, idea que se hace palpable cuando en un enfrentamiento y por un error el hermano de Pablo muere y este decide dejar su campamento para ir en busca del sueño americano. En su odisea se encuentra a Julio un militar que ha quedado extraviado después de alejarse de su grupo militar. Al inicio ambos se ven como rivales idealistas defendiendo lo que la guerra y sus superiores les dictan pero al encontrarse rodeados de un bosque espezo en una montaña atormentada por bombas y balas por conveniencia deciden aliarse pues saben que no podrán sobrevivir separados. Olibos a aliarse para salvar sus vidas, cruzan su camino con una pequeña niña a quien deciden ayudar a volver con su familia, en un pequeño pueblo llamado Tenancingo,  enfrentando juntos múltiples pruebas de sobrevivencia.

## Reparto
- Arturo Rivera: Pablo, El guerrillero.
- Alejandro López  El soldado
- Karen Gómez: Ana, La niña perdida.
- Nilson Urbina: Chamba, El guerrillero malo.
- Geovanny Alvarado: Felipe, El hermano mayor de Pablo..

## Producción
Esta producción, realizada por la compañía salvadoreña DVR Cineworks y Digital 1 con el apoyo de Fundacine, marca el reinicio del cine en este pequeño país cuya producción cinematográfica durante el siglo XX fue de únicamente siete largometrajes.
La película está ambientada en la década de 1980, cuando el conflicto armado entre la guerrilla salvadoreña y las fuerzas militares estaban en apogeo.
Los personajes dentro de la película son simbolismos que representan la situación entre dos bandos luchando a muerte y un pueblo salvadoreño al medio, inocente, temeroso y desarmado.
La película fue rodada en los espesos bosques de la montaña Guazapa. Cabe destacar que veinte años antes ese había sido uno de los escenarios reales de la guerra civil.
Sobreviviendo Guazapa contó con un presupuesto de $1300 y tuvo una gran aceptación entre el público.

## Estreno
La Premier de Sobreviviendo Guazapa se realizó en CineMark en el centro comercial Metrocentro en la ciudad de  San Salvador en enero (2008) con una asistencia de más de 700 invitados especiales; hubo estricta seguridad en el lugar y los medios de comunicación dieron total cobertura al evento, apoyando de manera extraordinaria el lanzamiento de la película.
El elenco arribó al lugar entre abrazos por su reencuentro, luego de más de un año de no verse. Fue una noche de gala para el cine salvadoreño.
La alfombra roja contó con personas que vestían atuendos de guerrilleros y soldados, los cuales, custodiaban la alfombra y a los que por ella pasaban: miembros de los medios de comunicación y los participantes en la producción.
En El Salvador, Sobreviviendo Guazapa, en su primer fin de semana, recaudó más en la taquilla que las hollywoodenses Duro de Matar 4 y Soy Leyenda juntas.

## Premios
La película ha sido Selección Oficial en más de dieciséis festivales internacionales de cine, galardonada con un Premio Especial en el Festival de Cine Hispano de Toronto, Canadá, además de ser Selección Oficial en Festivales de Cine en México, Ottawa, Boston, Austria y Guatemala; además fue exhibida en el programa intercultural del Goethe institut durante la Berlinale y presentada por el mismo director, también fue galardonada con el Premio a Mejor Actor en el Festival Icaro.